# Киргизско-таджикская граница
Кыргызско-таджикская граница имеет протяжённость 984 км и пролегает от тройной точки с Узбекистаном до тройной точки с Китаем.

## Описание
Граница начинается на севере Таджикистана в Ферганской долине. Граница проходит примерно на запад, с резким таджикским выступом у села Чоркух, она почти достигает Таджикского Моря, однако между водохранилищем и границей проходит тонкая полоска таджикской территории. Затем она поворачивает на юг возле анклава Лолазор, прежде чем резко повернуть на восток, достигнув Туркестанского хребта. Потом граница проходит по этому хребту, а также по Алайскому и Заалайскому хребтам на восток до границы с Китаем.

## История
Россия завоевала Среднюю Азию в XIX веке, подчинив также ранее независимые ханства Коканд, Хива и Бухарский эмират. После Октябрьской революции и образования СССР, было решено разделить Среднюю Азию на республики по этническому признаку в процессе, известном как национально-территориальное разграничение.
25 февраля 1924 года Политбюро и ЦК РКП (б) объявили, что они продолжат национально-территориальное размежевание в Средней Азии. Этот процесс должен был контролироваться Специальным комитетом Среднеазиатского бюро РКП (б) с тремя подкомитетами для каждой из основных национальностей региона (казахов, туркмен и узбеков), при этом работа велась очень быстро. Изначально планировалось сохранить Хорезмскую ССР и Бухарскую НСР, однако в конце концов они были разделены 27 октября 1924 года.

Первоначально граница была намного длиннее, так как в составе Узбекской ССР был Худжандский район. Граница приняла свое нынешнее положение в 1929 году, когда Таджикистан получил Ходжент и стал полноценной ССР. Кара-Киргизская автономная область изначально входила в состав РСФСР в октябре 1924 года, с границами, почти совпадающими с границами современного Кыргызстана. В 1925 году он был переименован в Киргизскую автономную область в мае 1925 года, а затем стал Киргизской АССР в 1926 году, и наконец, она стала Киргизской ССР в 1936 году.
После распада СССР в 1991 году граница между Кыргызстаном и Таджикистаном стала государственной. В период после обретения независимости наблюдалась напряженность по поводу делимитации границ и охраны правопорядка, особенно после вторжения Исламского движения Узбекистана (ИДУ) в Кыргызстан в 1999 году. Вопрос делимитации границ затянулся не годы.
В районе спорных территорий находилось два таджикских села: Ворух и Лолазор, а также киргизское село Ак-Сай (Баткенская область).
После переговоров (рабочей встречи глав госорганов двух стран под руководством секретарей совбезов) 2009 года в Худжанде (Таджикистан) был принят протокол о подписания межправительственного соглашения о запрете хозяйствующей деятельности вдоль линии государственной границы до завершения ее демаркации и делимитации.
Пограничные инциденты между Кыргызстаном и Таджикистаном происходили в январе и в мае 2014 года. В 2021 году из-за спорных территорий на границе вспыхнул наиболее серьёзный пограничный конфликт.
В январе 2022 года на границе Баткенской области Кыргызстана и Согдийской области Таджикистана произошла перестрелка между пограничниками Таджикистана и Кыргызстана. С таджикской стороны было сообщено об одиннадцати раненых и двух погибших, в Кыргызстане заявили о 12 своих раненых.
В апреле 2022 в Лейлекском районе Кыргызстана произошла перестрелка между киргизскими и таджикскими пограничниками. В тот же день стороны договорились об отводе дополнительных сил от границы.
В сентябре 2022 вооруженные столкновения произошли по всему периметру киргизско-таджикской границы, в ходе которых погибли десятки человек с обеих сторон.
После последних массовых столкновений 2022 года Кыргызстан и Таджикистан начали усиленно работать для достижения полной демаркации и делимитации границы двух стран. В 2023 году стороны подписали предварительный протокол по границе. 4 декабря 2024 года, состоялась встреча сопредседателей правительственных делегаций Кыргызстана и Таджикистана по делимитации и демаркации госграницы — Камчыбека Ташиева и Саймумина Ятимова, в ходе которой было завершено описание оставшихся участков границы и поручено приступить к процессу оформления итоговых документов делимитации. Президент Кыргызстана Садыр Жапаров заявил, что спорные территории были разделены поровну, а некоторые участки были обменены на равных условиях.
21 февраля 2025 года глава ГКНБ Кыргызстана Камчыбек Ташиев и глава ГКНБ Таджикистана Саймумин Ятимов подписали соглашение о делимитации государственных границ, разрешающее многолетний спор.

## Обмен территориями
13 марта 2025 года президенты Кыргызстана Садыр Жапаров и Таджикистана Эмомали Рахмон подписали в Бишкеке соглашение о демаркации общей границы, положив конец многолетнему пограничному конфликту, который приводил к многочисленным жертвам.
В результате подписанного соглашения между странами были произведены обмены определёнными участками территорий. Кыргызстан получил 2365 гектаров, а Таджикистан 1570 гектаров. Ниже представлены некоторые из них;
Участок Кара-Бак
Кыргызстан передал Таджикистану 175 гектаров в местности Кара-Бак. Взамен Кыргызстан получил 200 гектаров, включая 130 гектаров участка Лаккон и 70 гектаров участка Курук-Сай.
Таджикистан передал Кыргызстану:
- 155 гектаров участка Кайрагач
- 35 гектаров анклава Карагач.   Кыргызстан передал Таджикистану:
- 21 гектар участка Саада
- 23,5 гектара участка Раззакова
- 4 гектара участка Селкан
- 7 гектаров участка Майды
- 12,5 гектара участка Пролетарск
- 15 гектаров участка Улак-Жай
- 7 гектаров участка Ак-Арык
- 65 гектаров участка Кара-Бак в Баткенском районе
- 35 гектаров участка Майты

Эти обмены направлены на урегулирование пограничных вопросов и укрепление сотрудничества

## Пограничные переходы
- Баткен (KGZ) — Исфара (TJK) (дорога)
- Кулунду (KGZ) — Овчикалача (TJK) (дорога)
- Маданият (KGZ) — Маданият (TJK) (дорога)
- Карамык (KGZ) — Дароот Корган (TJK) (дорога)
- Бор-Доба[англ.] (KGZ) — Кызыл-Арт (TJK) (дорога)

## Приграничные населённые пункты
| - Баткен - Достук - Самаркандык - Центральное - Кара-Бак - Кулунду - Сулюкта - Самат - Ак-Суу - Кёк-Таш - Кара-Тейит - Карамык - Бор-Доба | - Лаккон - Лахути - Кулканд - Навгилем - Исфара - Сурх - Чоркух - Ворух - Шураб - Хистеварз - Гафуров - Мехрабад - Муджун - Дахкат - Росровут |

## Исторические карты
Исторические англоязычные карты границы Киргизской и Таджикской ССР в середине-конце XX века: